# Oito maluco
Oito maluco é um jogo de cartas criado para 2 ou mais jogadores (recomendado entre 04 e 08) com um baralho completo sem curingas. Podem-se usar mais baralhos caso necessário. O objetivo do jogo é descartar todas as cartas da mão antes dos outros jogadores. Há jogos semelhantes com cartas específicas. É considerado uma pré-extensão do Mau-mau.

## História
O jogo apareceu primeiro como Oitos na década de 30, e o nome Oito Maluco data da década de 1940, derivado da designação militar americana sobre a dispensa de soldados mentalmente instáveis, seção 8. Dado a semelhança das regras, pode ter derivado do jogo alemão Mau-Mau.
David Parlett descreveu o jogo como "não tanto um jogo, mas um padrão básico de jogo no qual uma ampla variedade de mudanças pode ser executada", observando que os jogadores podem facilmente inventar e explorar novas regras.

## Regras

### Objetivo
O objetivo de cada jogador é descartar toda a sua mão antes dos oponentes.

### O Jogo
São dadas cinco cartas a cada jogador (sete caso sejam apenas dois). Em algumas variações, são nove cartas. As cartas restantes são colocadas no meio da mesa viradas para baixo, compondo o monte de compras. A primeira carta é virada para cima e inicia o jogo como primeira carta do monte de descarte.
Os jogadores jogam uma carta por vez na mesa em sentido horário. A carta deve ser do mesmo naipe ou valor da última carta jogada. Eles também podem jogar um oito de qualquer naipe a qualquer momento, o que lhes dá o direito de escolher o naipe que o próximo jogador vai jogar. Ele deve então jogar qualquer valor daquele naipe ou outro oito. Se um jogador não tem cartas que possam ser descartadas, ele deve comprar do monte até que saia uma carta que pode ser jogada, ou até o monte de compras acabar. Se ainda não puder jogar, passa a vez. Há variações que dão um limite máximo de compras. Um jogador pode comprar cartas a qualquer momento, mesmo que tenha na mão uma carta que pode ser jogada.
Por exemplo: Um jogador descarta um 6♣, o próximo:
- pode jogar 6♦, 6♥ or 6♠
- pode jogar qualquer carta do naipe de paus
- pode jogar qualquer 8 (e então deve escolher um naipe)
- pode comprar do monte.

Se o monte de compras acabar, todas as cartas descartadas, exceto pela última jogada, são embaralhadas e formam um novo monte de compras.
O jogador não pode terminar seu jogo com a carta curinga "8".
O 8 funciona como um curinga podendo ser jogado a qualquer momento. O jogador que o fizer deve então escolher o naipe com que o jogo seguirá. Caso o jogador seguinte não tenha nenhuma carta possível de ser jogada de acordo com as regras, ele deverá pegar (português brasileiro) ou biscar (português europeu) quantas cartas forem necessárias do monte de cartas que ainda não foi usado, até ter uma carta possível de jogar na mão. Se este monte se esgotar, permite-se passar a vez (ou, alternativamente, baralha-se novamente as cartas descartadas para formar um novo monte).
Algumas cartas possuem um valor especial influenciando o andamento do jogo:
| Carta | Valor |
| K     | Faz o jogador seguinte pegar uma carta do monte, porém o mesmo deve descartar outra (ou a carta que apanhou) na mesa.                    |
| Q♠    | Faz o jogador que estiver atras pegar 2 cartas.                                                                                          |
| J     | Faz o jogador seguinte pegar duas cartas do monte, e o mesmo perde sua vez (ou seja ele pega duas cartas e passa a vez).                 |
| A     | Faz o jogador seguinte pular a vez, sem comprar nenhuma carta do monte e sem descartar nenhuma também (afinal, a vez dele foi "pulada"). |
|       | |

Pode haver muitas variações desse jogo com o acréscimo de cartas especiais e número de cartas recebidas inicialmente. Contudo estas são as regras básicas.

## Valete Maluco
Valete Maluco é uma versão um pouco diferente:
- O J e K tem suas funções invertidas: O J que inverte o sentido do jogo ao invés do K, e o K pula a vez do próximo a jogar ao invés do J.

- A Q♠ não faz o jogador seguinte pegar 5 cartas do monte e perder a vez, ela é uma carta comum nessa versão, mas há uma carta semelhante a ela: o A de qualquer naipe, só que o próximo jogador compra somente 1 carta e fica sem jogar.

- O 1 é uma carta comum e não em carta semelhante.

- O 2 é uma carta comum e o 7 que tem sua função, só que ao invés de ir acresentando de 2 em 2 cartas, acrescenta de 3 em 3 cartas.

- A única carta especial que continua igual nas duas versões é o 8 que continua sendo curinga.